# 大規模殺傷性武器條約列表
為了約束使用、發展、持有各種大規模殺傷性武器，世界各國已制訂了各種大規模殺傷性武器條約及協定。條約包含了：
1. 戰爭所使用的武器（海牙公約、日內瓦公約）
2. 禁止特定的武器（禁止化學武器公約、生物武器公約）
3. 限制武器的研發（部分禁止核試驗條約、全面禁止核試驗條約）
4. 限制正當武器貯存及供應體系（美蘇戰略武器裁減條約、美蘇戰略進攻裁減條約）
5. 管制人體實驗武器（禁止化學武器公約、生物武器公約）
6. 鑒於共同毀滅原則而反對大規模殺傷性武器（反彈道飛彈條約）
7. 限制核子技術轉移（非洲無核武地帶條約、不擴散核武器條約）

## 一般條約
- 環境戰公約
- 日內瓦公約及其第一附加議定書、日內瓦第二協定|第二附加議定書

## 生物武器條約
- 生物武器公約
- 日內瓦議定書
- 聯合國安理會第1540號決議（英语）

## 化學武器條約
- 布魯塞爾戰爭法規與慣例公約（未被採用，但相關措詞併入海牙公約）

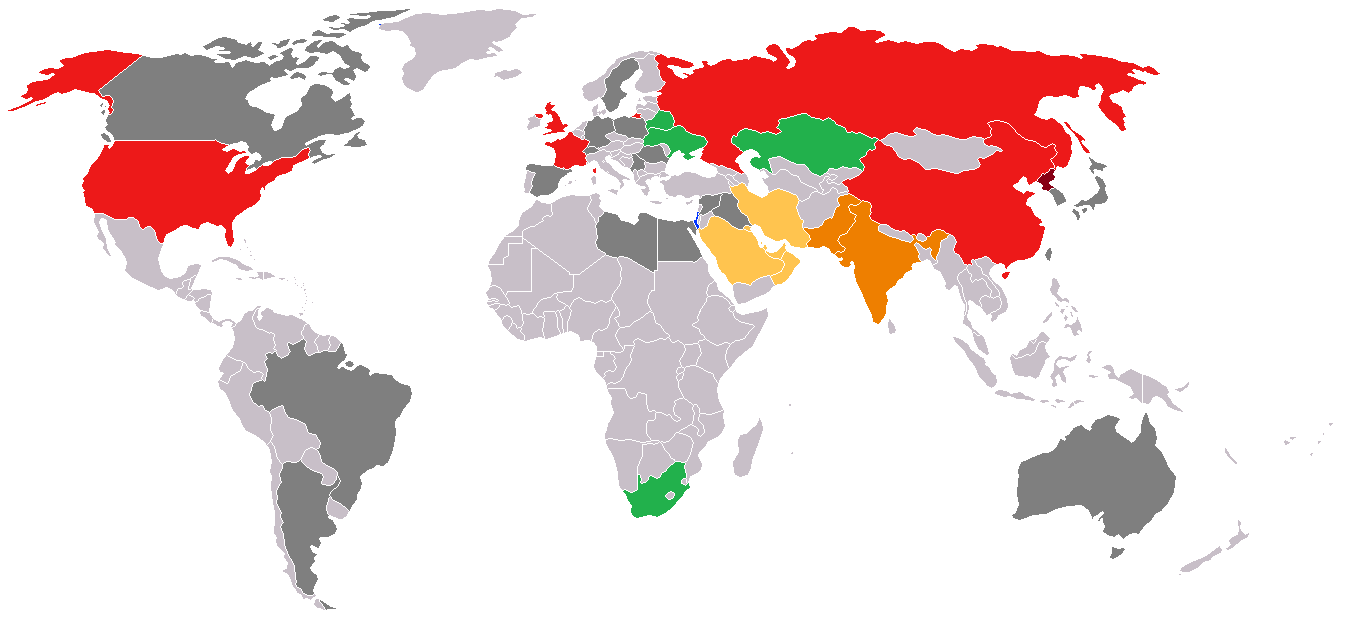
各国／地核武发展状况图
不扩散核武器条约中的五个核武国家／地区
其他已知核武国家／地区
曾经拥有核武的国家／地区
被怀疑正发展核武或有核计划的国家／地区
曾经尝试发展核武或有核计划的国家／地区
拥有但未有广泛采用核武的国家／地区
没有核武的国家／地区

- 禁止化學武器公約
- 日內瓦議定書
- 海牙公約
- 斯特拉斯堡協定
- 凡爾賽條約
- 華盛頓海軍條約

## 核子武器條約

### 防止擴散
- 不擴散核武器條約
- 海底武器控制條約
- 外太空條約
- 國際原子能總署規章
- 核材料實物保護公約
- 禁止核武器條約

### 地區
- 最終解決德國問題條約
- 東北亞非核地帶條約
- 東南亞無核武地帶條約（英语）
- 中亞無核武地帶
- 印度-美國民用核能協定（英语）
- 南太平洋無核地帶條約（英语）
- 拉丁美洲及加勒比海地區禁止核武器條約
- 南大西洋和平與合作地帶（英语）
- 非洲無核武地帶條約
- 南極條約

### 武器限制
- 麥柯洛伊-佐琳協定（英语）（McCloy-Zorin Accords）
- 反彈道飛彈條約
- 限制地下核武試爆條約（英语）
- 部分禁止核試驗條約
- 全面禁止核試驗條約
- 軍用核分裂性物質生産禁止條約（英语）[[]] （尚未完成）
- 中程飛彈條約
- 第一與第二戰略武器限制談判（SALT I&II）
- 第一阶段削减战略武器条约（START I）
- 第二阶段削减战略武器条约（START II）
- 第三阶段削减战略武器条约（START III）（尚未完成）
- 美蘇戰略進攻裁減條約（英语）[[]]（SORT）
- 新削減戰略武器條約

### 國際合作
- 魁北克协定 （與加拿大）
- 1958年美英共同防禦協定
- 拿騷協定（英语）
- 北極星銷售協定（英语）
- 制止核恐怖主義行為國際公約